# 미쿠리야 게이
미쿠리야 게이(일본어: 御厨 景, 1977년 8월 29일 ~ )는 일본의 전 축구 선수이다.

## 구단 경력
1996년 J1리그의 요코하마 마리노스에 입단했다. 1997년까지 12경기에 출전하여, 1득점을 넣었다. 1998년 재팬 풋볼 리그의 브럼멜 센다이(베갈타 센다이)로 이적했다. 1999년 J2리그로 승격했다. 2000년후 현역 은퇴.

## 국가대표팀 경력
그는 1997년 FIFA 세계 청소년 축구 선수권 대회에 참가할 일본 U-20 국가대표팀에 발탁되었으며, 2경기에 출전했다.